# Карнитин
Карнитинът е аминокиселина, която се синтезира в организма. Наблюдава се в черния дроб и напречно набраздената мускулна тъкан.
L-карнитинът, разновидност на карнитина, спомага за придвижването на мастни киселини към митохондриите, където те се преобразуват в енергия. Често се приема и като хранителна добавка за отслабване.
Основните функции и ползи на тази добавка включват:
- Подобряване на изгарянето на мазнини: L-карнитинът помага за транспортирането на мастни киселини до митохондриите на клетките, където те се използват като източник на енергия. Това може да подпомогне загубата на тегло и да намали телесните мазнини.
- Увеличаване на енергията: Тъй като L-карнитинът насърчава използването на мазнини за енергия, той може да повиши нивата на издръжливост и енергия, особено по време на физическа активност.
- Подобряване на физическата производителност: Може да увеличи аеробния капацитет и да намали мускулната умора по време на тренировки.
- Подкрепа за сърдечно-съдовата система: L-карнитинът може да има положителен ефект върху здравето на сърцето и да подобри циркулацията на кръвта.
- Подобряване на възстановяването: Може да подпомогне възстановяването на мускулите след интензивна тренировка.
- L-карнитин често се използват от спортисти и хора, които искат да повишат енергийните си нива и да стимулират метаболизма на мазнините.